# Dalatjärnen, Norrbotten
Dalatjärnen är en sjö i Piteå kommun i Norrbotten och ingår i Lillpiteälvens huvudavrinningsområde.